# Gustaf Sommelius (professor)
Gustaf Sommelius, född 1726 i Malmö, död 1800, var en svensk orientalist och historisk samlare.

## Biografi
Sommelius blev faderlös vid fem års ålder. Hans farbror, borgmästaren i Lund Gustaf Sommelius, tog upp honom som sitt eget barn. Han sattes av sin farbror i Lunds skola, och började 1742 vid universitetet. 1746 antogs han av domprosten, sedermera biskop Johan Engeström, som lärare för dennes söner och reste året efter med dem till Uppsala. Han lämnade Uppsala 1748 och begav sig till Greifswald, där han samma år erhöll magistergraden. Han förordnades 1749 till docent i österländska och grekiska språken vid Lunds universitet, och utnämndes 1751 till lärare vid Katedralskolan i Lund. År 1756 fick han befordringsrätt till akademiadjunkt och samma år fullmakt på rektorsbefattningen vid denna skola. Han fick 1763 professors namn, heder och värdighet, och utnämndes 1767 till universitetsbibliotekarie och innehade detta ämbete, som även innefattade undervisningsskyldighet i lärdomshistoria, till sin död.
Sommelius var mångkunnig och använde sin kunskap dels som föreläsare, dels i mer än 400 akademiska avhandlingar och andra arbeten. Av hans viktigaste arbeten har hans historistiska, biografiska och bibliografiska samlingar endast delvis blivit utgivna. I handskrift på Lunds universitetsbibliotek förvaras:
- Samlingar till en beskrifning öfver Strängnäs' clereci
- Samlingar och anmärkningar vid Rogbergs och Rudas historiska beskrifning öfver Småland
- Suecorum extra patriam habitæ disputationes et cetera.

Av honom utgivna men inte slutförda är dessutom: 
- Skånska clereciets historia 1763,
- Lexici eruditorum scanensium disputationibus editi vol. I. II. 1776--97,
- Regiæ academiæ gustavo-carolinæ dorpato-pernaviensis historia 1790-96.

## Familj
Gustaf Sommelius var son till rådmannen Johan Sommelius (1686–1731) och dennes hustru Anna Hoffinghoff. Fadern var bror respektive farbror till Lundaborgmästarna Gustaf Sommelius (i vars hem denne Gustaf växte upp efter sin fars död) och Nils Sommelius. Gustaf Sommelius gifte sig 1768 med Gertrud Dorotea Held (en systerdotter till professorskollegan Sven Lagerbring) och fick med henne sonen Johan Reinhold Sommelius, kyrkoherde i Mörrum. Bland Gustaf Sommelius barnbarn märks skalden Gustaf Lorentz Sommelius; ett barnbarnsbarn var riksdagsmannen Malte Sommelius.